# ساتوشي يوشيدا
ساتوشي يوشيدا (باليابانية: 吉田 智志) (10 فبراير 1990 في اليابان – )؛ هو لاعب كرة قدم ياباني سابق كان يلعب كحارس مرمى.

## وصلات خارجية
- ساتوشي يوشيدا على موقع الاتحاد الدولي (مؤرشف)  (الإنجليزية)
- ساتوشي يوشيدا على موقع رابطة كرة القدم اليابانية للمحترفين (اليابانية)
- ساتوشي يوشيدا على موقع Soccerway.com (الإنجليزية)
- ساتوشي يوشيدا على موقع عالم كرة القدم.نت (الإنجليزية)